# آزمایش طبیعی
یک آزمایش طبیعی یک مطالعه تجربی است که در آن اشخاصی (یا خوشه‌هایی از اشخاص) که در معرض شرایط آزمایش و کنترل قرار دارند، به وسیله طبیعت یا سایر عوامل خارج از کنترل محققان معین می‌شوند، اما فرایندی که نمایش‌ها را هدایت می‌کند، مسلماً مشابه انتصاب تصادفی می‌باشد. بنابرین، آزمایش‌های طبیعی مطالعاتی مشاهده‌ای اند و به روش سنتی آزمایش تصادفی کنترل می‌شوند. زمانی آزمایش‌های طبیعی بیشتر مورد استفاده قرار می‌گیرند که ارائه شفافی بیان شده باشد، از جمله زیرجامعه که در آن تغییرات در نتایج به این ارائه نسبت داده شوند. در این صورت، تفاوت بین یک آزمایش طبیعی و یک مطالعه مشاهده‌ای بدون آزمایش اینست که مدل اول شامل مقایسه شرایطی می‌باشد که راه نتیجه‌گیری سببی را هموار می‌کند، در حالی که مدل دوم در آن ناتوان است. آزمایش‌های طبیعی به عنوان طراحی‌های مطالعه به‌کار می‌روند، و این زمانی اتفاق می‌افتد که اجرا آزمایش کنترل‌شده خیلی دشوار است، مانند بسیاری از زمینه‌های مطالعه که با همه‌گیرشناسی (مثلاً ارزیابی تأثیر تنوع درجه ارائه بر سلامتی، برای یونیزه‌کردن تشعشع در افرادی که در زمان حمله اتمی، در نزدیکی هیروشیما قرار داشتند) و علم اقتصاد (مثلاً، تخمین بازگشت اقتصادی سرمایه‌گذاری بر مدارس ایالات متحده) معرفی شده‌اند.